# Physiculus capensis
Physiculus capensis är en fiskart som beskrevs av John Dow Fisher Gilchrist 1922. Physiculus capensis ingår i släktet Physiculus och familjen Moridae. Inga underarter finns listade i Catalogue of Life.